# Punisher (serial telewizyjny)
Punisher (org.: Marvel’s The Punisher) – amerykański serial akcji na podstawie serii komiksów o postaci o tym samym pseudonimie wydawnictwa Marvel Comics. Serial ten jest częścią franczyzy Filmowe Uniwersum Marvela.
Wyprodukowany został przez ABC Studios i Marvel Television, a dystrybuowany był przez serwis Netflix. Jest spin-offem serialu Daredevil, gdzie postać Punishera została przedstawiona w sezonie drugim produkcji.
Twórcą i showrunnerem serialu był Steve Lightfoot. W rolach głównych wystąpili: Jon Bernthal, Ebon Moss-Bachrach, Ben Barnes, Amber Rose Revah, Paul Schulze, Jason R. Moore, Michael Nathanson, Daniel Webber, Jaime Ray Newman i Deborah Ann Woll.
Pierwszy sezon składał się z 13 odcinków, które miały swoją premierę 17 listopada 2017 roku w serwisie Netflix.
29 kwietnia 2016 roku poinformowano, że Netflix zamówił serial, natomiast 12 grudnia 2017 roku ogłoszono zamówienie drugiego sezonu z premierą 18 stycznia 2019 roku. 18 lutego 2019 roku serwis poinformował o zakończeniu serialu po drugim sezonie.

## Obsada
| Postać                | Aktor / aktorka      | Pierwszy odcinek                | Sezon 1      | Sezon 2      | Przypisy    |
| Główne role           | Główne role          | Główne role                     | Główne role  | Główne role  | Główne role |
| --------------------- | -------------------- | ------------------------------- | ------------ | ------------ | ----------- |
| Frank Castle Punisher | Jon Bernthal         | 101 Trzecia rano                | główna       | główna       | [ 1 ] [ 2 ] |
| David Lieberman Micro | Ebon Moss-Bachrach   | 101 Trzecia rano                | główna       |              | [ 3 ]       |
| Dinah Madani          | Amber Rose Revah     | 101 Trzecia rano                | główna       | główna       | [ 3 ] [ 2 ] |
| Lewis Wilson          | Daniel Webber        | 101 Trzecia rano                | główna       |              | [ 4 ]       |
| Curtis Hoyle          | Jason R. Moore       | 101 Trzecia rano                | główna       | główna       | [ 4 ] [ 2 ] |
| Sam Stein             | Michael Nathanson    | 101 Trzecia rano                | główna       |              | [ 4 ]       |
| Billy Russo           | Ben Barnes           | 102 Umrzyków dwóch              | główna       | główna       | [ 3 ] [ 2 ] |
| William Rawlins       | Paul Schulze         | 102 Umrzyków dwóch              | główna       |              | [ 4 ]       |
| Sarah Lieberman       | Jaime Ray Newman     | 102 Umrzyków dwóch              | główna       |              | [ 4 ]       |
| Karen Page            | Deborah Ann Woll     | 102 Umrzyków dwóch              | główna       | gościnna     | [ 5 ]       |
| Amy Bendix            | Giorgia Whigham      | 201 Przydrożny blues            |              | główna       | [ 2 ]       |
| John Pilgrim          | Josh Stewart         | 201 Przydrożny blues            |              | główna       | [ 2 ]       |
| Krista Dumont         | Floriana Lima        | 202 Walczymy czy uciekamy?      |              | główna       | [ 2 ]       |
| Role drugoplanowe     |                      |                                 |              |              |             |
| Farah Madani          | Shohreh Aghdashloo   | 101 Trzecia rano                | drugoplanowa | drugoplanowa | [ 6 ]       |
| Maria Castle          | Kelli Barrett        | 101 Trzecia rano                | drugoplanowa |              | [ 7 ]       |
| Frank Castle Jr.      | Aidan Pierce Brennan | 101 Trzecia rano                | drugoplanowa |              | [ 8 ]       |
| Lisa Castle           | Nicolette Pierini    | 101 Trzecia rano                | drugoplanowa |              | [ 8 ]       |
| Isaac Lange           | Jordan Mahome        | 101 Trzecia rano                | drugoplanowa |              | [ 8 ]       |
| Zach Lieberman        | Kobi Frumer          | 102 Umrzyków dwóch              | drugoplanowa |              | [ 9 ]       |
| Leo Lieberman         | Ripley Sobo          | 102 Umrzyków dwóch              | drugoplanowa |              | [ 9 ]       |
| Rafael Hernandez      | Tony Plana           | 104 Zaopatrzenie                | drugoplanowa | gościnna     | [ 10 ]      |
| Brett Mahoney         | Royce Johnson        | 110 Cnota ziejących nienawiścią | gościnna     | drugoplanowa |             |
| Anderson Schultz      | Corbin Bernsen       | 203 Poruszyć wodę               |              | drugoplanowa | [ 11 ]      |
| Eliza Schultz         | Annette O’Toole      | 203 Poruszyć wodę               |              | drugoplanowa | [ 11 ]      |

## Emisja
Pierwszy sezon składa się z 13 odcinków, które miały swoją równoczesną premierę 17 listopada 2017 roku w serwisie Netflix. Drugi sezon, również składający się z 13 odcinków zadebiutował 18 stycznia 2019 roku.
1 marca 2022 roku Punisher wraz z pozostałymi serialami Marvel Television został usunięty z Netflixa na wszystkich rynkach. 16 marca został on udostępniony na Disney+ w Stanach Zjednoczonych, Kanadzie, Wielkiej Brytanii, Irlandii, Australii i Nowej Zelandii. W późniejszym terminie udostępnione zostaną w pozostałych krajach również na Disney+.

## Przegląd sezonów
| Sezon | Sezon | Odcinki | Data premiery     | Data premiery     |
| ----- | ----- | ------- | ----------------- | ----------------- |
|       | 1     | 13      | 17 listopada 2017 | 17 listopada 2017 |
|       | 2     | 13      | 18 stycznia 2019  | 18 stycznia 2019  |

## Produkcja

### Rozwój projektu
W październiku 2011 roku poinformowano, że stacja telewizyjna FOX zamówiła pilot serialu, którego twórcą miał zostać Ed Bernero. W maju 2012 roku stacja zrezygnowała z projektu.
W lipcu 2015 roku Ted Sarandos, dyrektor programowy Netflixa, potwierdził, że po wprowadzeniu postaci do drugiego sezonu serialu Daredevil, istnieje szansa na powstanie serialu Punisher. W styczniu 2016 roku poinformowano, że serial jest we wstępnej fazie rozwoju. 29 kwietnia 2016 roku, Netflix oficjalnie zamówił serial oraz poinformowano, że Steve Lightfoot będzie odpowiedzialny za serial.
12 grudnia 2017 roku poinformowano, że serwis zamówił drugi sezon serialu. Pod koniec lutego 2018 roku poinformowano, że Lightfoot będzie opowiadał również za drugi sezon. 18 lutego 2019 roku serwis poinformował o zakończeniu serialu po drugim sezonie.

### Casting
W czerwcu 2015 roku poinformowano, że Jon Bernthal wcieli się w rolę Franka Castle / Punishera w serialu Daredevil. W kwietniu 2016 roku poinformowano, że Bernthal powtórzy swoją rolę we własnym serialu. We wrześniu 2016 roku do obsady dołączył Ben Barnes. W październiku tego samego roku ujawniono, że Barnes zagra Billy’ego Russo oraz do obsady dołączyli Amber Rose Revah jako Dinah Madani i Ebon Moss-Bachrach jako Micro. W tym samym miesiącu ujawniono, że Deborah Ann Woll powtórzy swoją rolę Karen Page z serialu Daredevil. Pod koniec miesiąca do obsady dołączyli Daniel Webber jako Lewis Wilson, Jason R. Moore jako Curtis Hoyle, Paul Schulze jako Rawlins, Jaime Ray Newman jako Sarah Lieberman i Michael Nathanson jako Sam Stein.
Pod koniec lutego 2018 roku poinformowano, że Bernthal, Barnes, Revah i Moore powrócą w drugim sezonie oraz że do obsady dołączyli Giorgia Whigham jako Amy Bendix, Floriana Lima jako Krista Dumont i Josh Stewart jako John Pilgrim. W maju tego samego roku do obsady dołączyli Corbin Bernsen jako Anderson Schultz i Annette O’Toole jako Eliza Schultz.

### Zdjęcia
Zdjęcia do pierwszego sezonu rozpoczęły się na początku października 2016 roku na Brooklynie w Nowym Jorku.

## Promocja
Bernthal pojawił się podczas San Diego Comic-Conu w lipcu 2016 roku oraz w październiku tego samego roku razem z Deborą Ann Woll na New York Comic-Conie.

## Odbiór

### Nagrody i nominacje
| Rok  | Ceremonia             | Kategoria                                                                          | Nominowani                  | Rezultat  | Przypis       |
| ---- | --------------------- | ---------------------------------------------------------------------------------- | --------------------------- | --------- | ------------- |
| 2018 | Złote Szpule          | Najlepszy montaż dźwięku w epizodzie – efekty i imitacje dźwiękowe                 | Punisher, odc. Memento mori | Nominacja | [ 27 ]        |
| 2018 | Saturn Awards         | Najlepszy serial w nowych mediach                                                  | Punisher                    | Wygrana   | [ 28 ] [ 29 ] |
| 2018 | Saturn Awards         | Najlepsza aktor w serialu telewizyjnym                                             | Jon Bernthal                | Nominacja | [ 28 ] [ 29 ] |
| 2018 | Golden Trailer Awards | Najlepszy zwiastun / teaser / spot telewizyjny dla serialu akcji                   | Punisher                    | Nominacja | [ 30 ]        |
| 2018 | Golden Trailer Awards | Najlepszy grafika w zwiastunie / teaserze / spocie telewizyjnym dla serialu        | Punisher                    | Nominacja | [ 30 ]        |
| 2018 | Golden Trailer Awards | Najlepszy edycja dźwięku w zwiastunie / teaserze / spocie telewizyjnym dla serialu | Punisher                    | Nominacja | [ 30 ]        |